# Blok budowlany

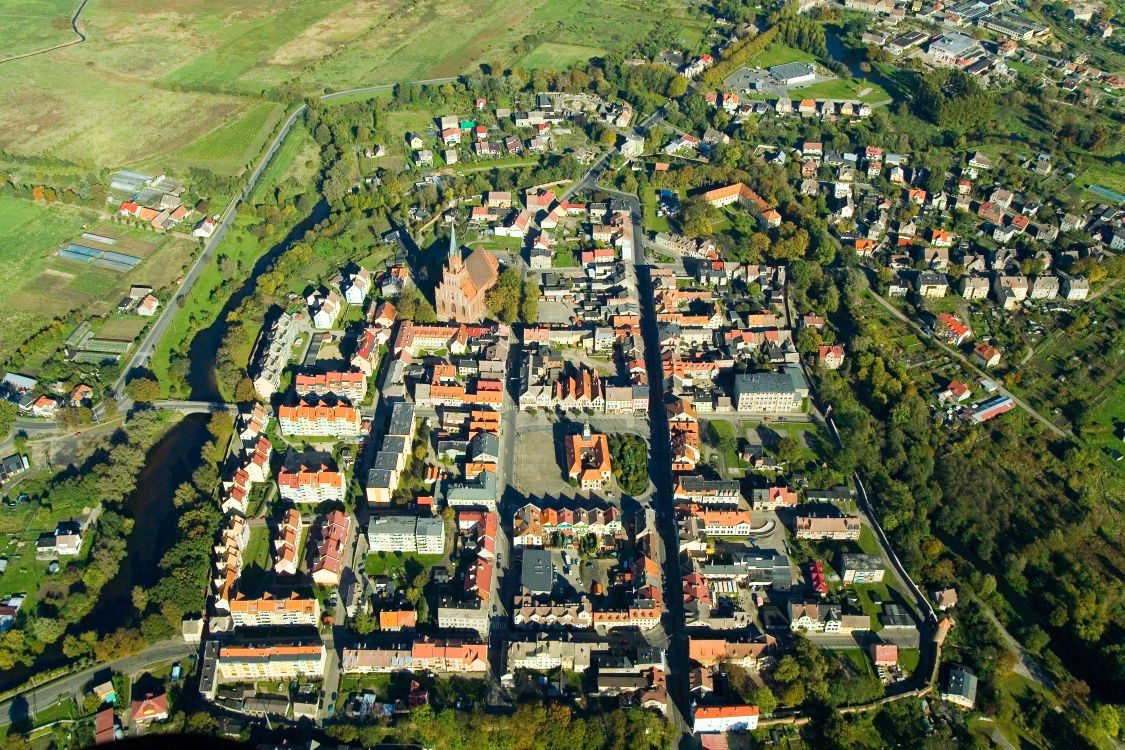
Wyraźnie czytelne bloki zabudowy na starówce w Trzebiatowie

Blok budowlany (także: kwartał międzyuliczny) – określony teren miejski przeznaczony pod zabudowę, ograniczony z wszystkich stron ulicami i nieprzecięty wewnątrz liniami ulic o charakterze tranzytowym (przelotowym). 
Najczęściej pojedynczy blok zabudowy ma powierzchnię od 4 do 10 hektarów. Bloki zabudowy mogą być jednorodne (np. mieszkaniowe lub przemysłowe), ale mogą również mieć charakter mieszany. Blok może być terenem zabudowywanym kompleksowo albo może być podzielony na mniejsze działki, zabudowywane indywidualnie. Najczęściej blok zabudowy otoczony jest pierścieniem okazalszych budynków frontowych, za którymi znajduje się mozaika podwórek, oficyn i mniejszych obiektów. 
Blok zabudowy w kształcie prostokąta stanowi wygodną w zagospodarowaniu parcelę. Można w jego obrębie stworzyć przejrzysty plan i zwarty, rytmicznie ujęty układ, przy zastosowaniu kolejnych, sąsiadujących, podobnych kwartałów.